# Winigan
Winigan est une census-designated place située dans le comté de Sullivan, dans l’État du Missouri, aux États-Unis. Sa population s’élevait à 44 habitants lors du recensement de 2010,.

## Personnalité liée à la ville
Clarence Houser, triple champion olympique dans les épreuves de lancer, est né à Winigan en 1901.

## Source
- (en) Cet article est partiellement ou en totalité issu de l’article de Wikipédia en anglais intitulé « Winigan, Missouri » (voir la liste des auteurs).

1. ↑  (en) « Winigan, Missouri (MO 63566) profile : population, maps, real estate, averages,… », sur city-data.com (consulté le 12 avril 2023).
2. ↑  (en) « Domestic Names », sur geonames.usgs.gov (consulté le 12 avril 2023).